# زقزاق شادي
زقزاق شادي (الاسم العلمي: Charadrius melodus) هو نوع من الطيور يتبع جنس الزقزاق من فصيلة الزقزاقية.